# Liste der Biografien/Ero
Liste der Biografien |
Portal Biografien |
Personensuche
# |
A |
B |
C |
D |
E |
F |
G |
H |
I |
J |
K |
L |
M |
N |
O |
P |
Q |
R |
S |
T |
U |
V |
W |
X |
Y |
Z |
?
 
Ea |
Eb |
Ec |
Ed |
Ee |
Ef |
Eg |
Eh |
Ei |
Ej |
Ek |
El |
Em |
En |
Eo |
Ep |
Eq |
Er |
Es |
Et |
Eu |
Ev |
Ew |
Ex |
Ey |
Ez
 
Era |
Erb |
Erc |
Erd |
Ere |
Erf |
Erg |
Erh |
Eri |
Erj |
Erk |
Erl |
Erm |
Ern |
Ero |
Erp |
Err |
Ers |
Ert |
Eru |
Erv |
Erw |
Erx |
Ery |
Erz
Die Liste der Biografien führt alle Personen auf, die in der deutschsprachigen Wikipedia einen Artikel haben. Dieses ist eine Teilliste mit 38 Einträgen von Personen, deren Namen mit den Buchstaben „Ero“ beginnt.

## Ero
- Ero, Ikponwosa (* 1981), nigerianische Rechtsanwältin und Anwältin im Bereich der internationalen Menschenrechte sowie UN-Sachverständigen für Albinismus

### Eroc
- Eroc (* 1951), deutscher Musiker und Musikproduzent

### Erod
- Eröd, Adrian (* 1970), österreichischer Opernsänger
- Eröd, Iván (1936–2019), ungarisch-österreichischer Komponist und Pianist
- Erodi, Karen (* 1977), französische Politikerin

### Erog
- Eroğlu, Ahsen (* 1994), türkische Schauspielerin
- Eroğlu, Derviş (* 1938), türkisch-zypriotischer Politiker
- Eroglu, Engin (* 1982), deutscher Politiker (Freie Wähler)Engin Eroglu (* 1982)

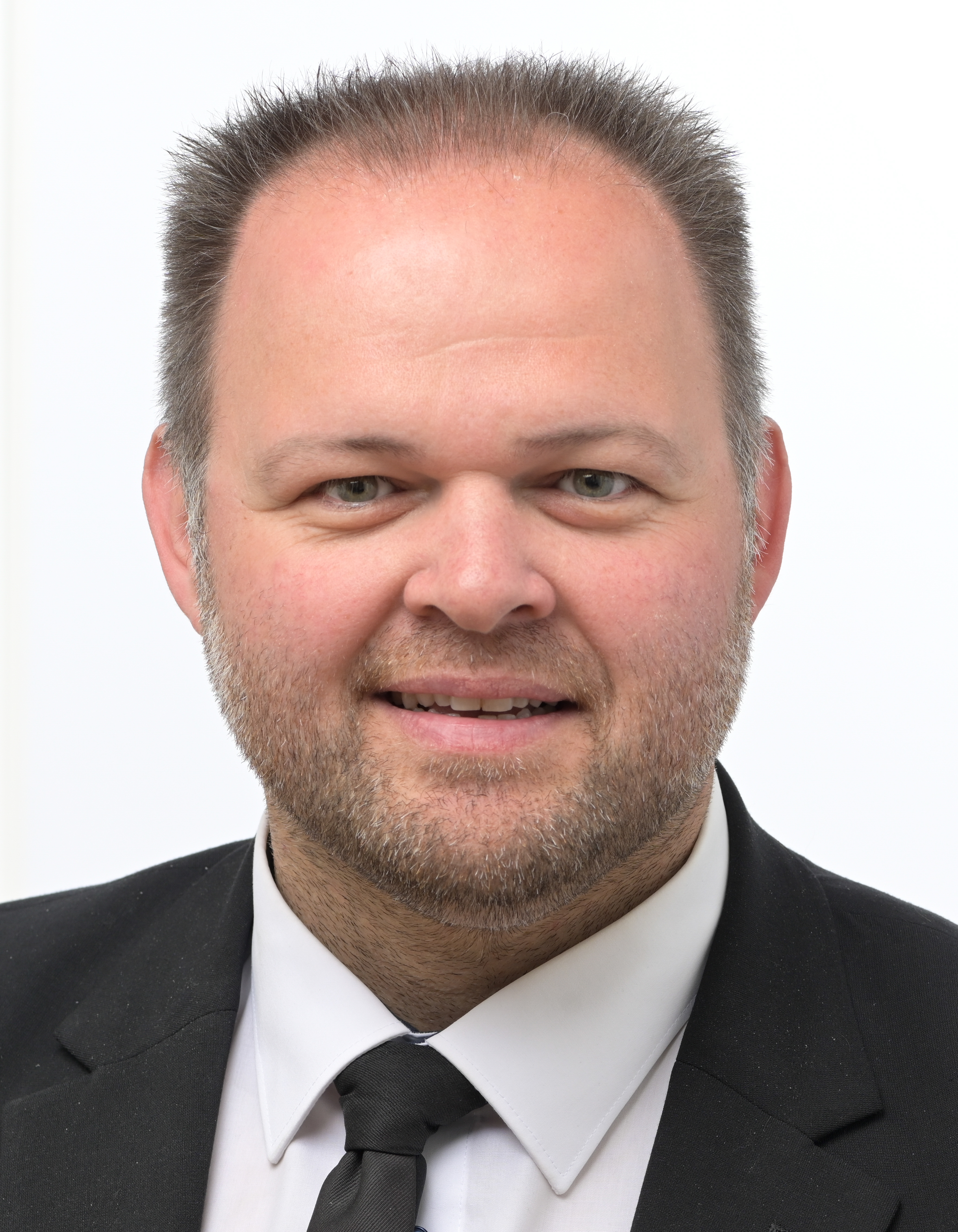
Engin Eroglu (* 1982)

- Eroğlu, Hüseyin (* 1972), deutsch-türkischer Fußballspieler und -trainer
- Eroğlu, Musa (* 1946), türkisch-alevitischer Volksmusiker
- Eroğlu, Şeref (* 1975), türkischer Ringer
- Eroğlu, Veysel (* 1948), türkischer Hochschulprofessor, Politiker und Minister

### Erol
- Erol, Ahmet (1921–2012), türkischer Fußballspieler und -trainer
- Erol, Ali, türkischer LGBTI-Aktivist
- Erol, Aydan (* 1940), türkischer Vizeadmiral
- Erol, Batuhan Arda (* 2002), türkischer Zehnkämpfer
- Erol, Esra (* 1982), türkische Fernsehmoderatorin
- Erol, Esra (* 1985), türkische Fußballspielerin
- Erol, Lotte (1884–1961), österreichische Schauspielerin und Sängerin
- Erol, Metin (* 1987), türkischer Fußballtorhüter
- Erol, Neşet (* 1946), türkisch-deutscher Kinderbuchautor, Dramatiker und literarischer Übersetzer
- Erol, Safiye (1902–1964), türkische Schriftstellerin und Übersetzerin
- Erol, Savaş (* 1952), türkischer Fußballspieler und -trainer
- Erol, Sümeyye (* 1997), türkische Leichtathletin
- Erola, Judy (* 1934), kanadische Politikerin
- Eroli, Berardo (1409–1479), italienischer Kardinal

### Erom
- Eroms, Hans-Werner (* 1938), deutscher Sprachwissenschaftler

### Eron
- Erondu, Irene, nigerianische Sprinterin
- Eronen, Kimmo (* 1971), finnischer Eishockeyspieler
- Eronen, Tommi (* 1968), finnischer Schauspieler
- Eronico, Egidio (* 1955), italienischer Filmregisseur und Drehbuchautor

### Eros
- Eros Zotici, römischer Koroplast
- Erős, Lajos (* 1964), ungarischer Boxer
- Erös, Reinhard (* 1948), deutscher Arzt und Gründer der Kinderhilfe AfghanistanReinhard Erös (* 1948)

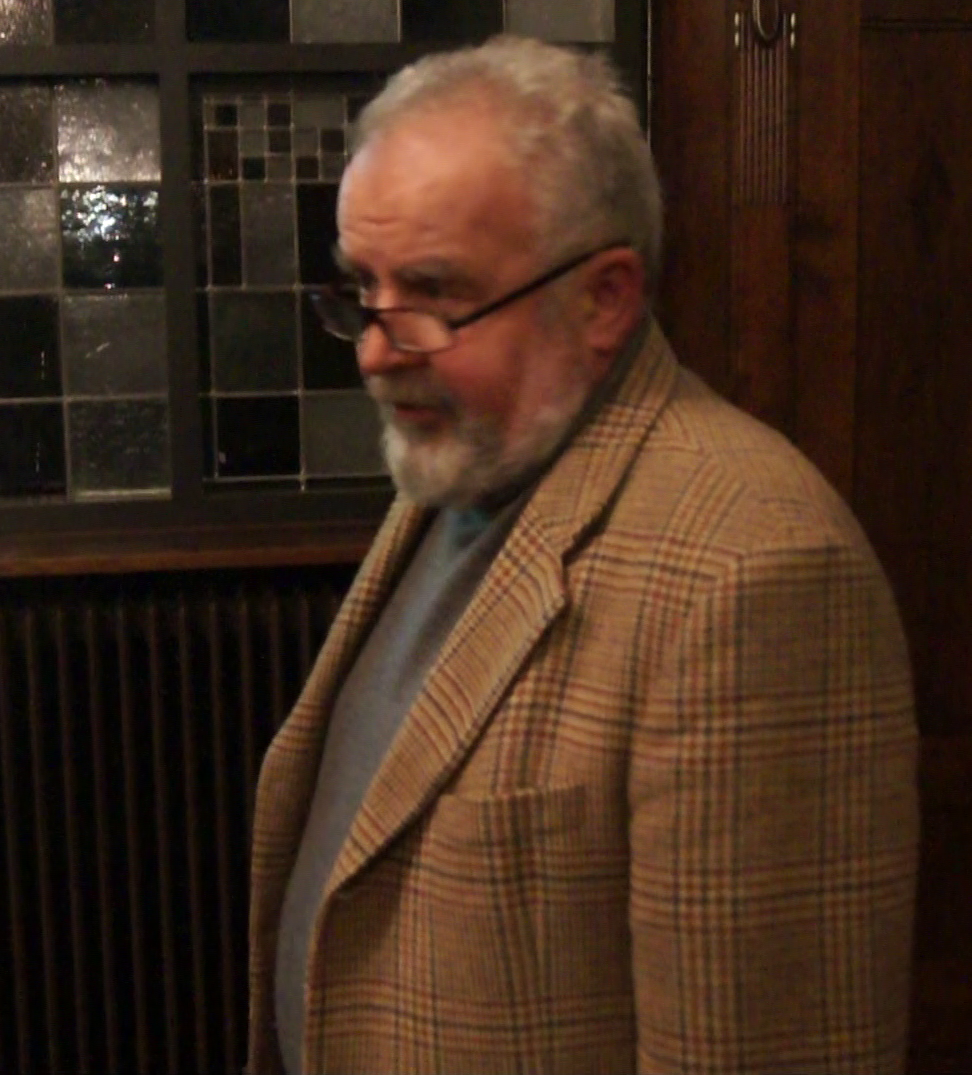
Reinhard Erös (* 1948)

- Erőss, Imre Alfréd (1909–1950), römisch-katholischer Bischof
- Erőss, Zsolt (* 1968), ungarischer Extrembergsteiger

### Erot
- Erotianos, antiker griechischer Grammatiker und Autor

### Eroz
- Eroza, Damián (* 1993), uruguayischer Fußballspieler